# Ōkuma Shigenobu
Okuma Shigenobu (大隈 重信?; Saga, 11 marzo 1838 – Tokyo, 10 gennaio 1922) è stato un politico giapponese, membro dell'aristocrazia con il titolo di marchese, fu primo ministro dell'Impero giapponese per due mandati sotto gli imperatori Meiji e Taishō, nel corso della sua carriera ricoprì anche per quattro volte la carica di Ministro degli esteri.

## Biografia

### I primi anni

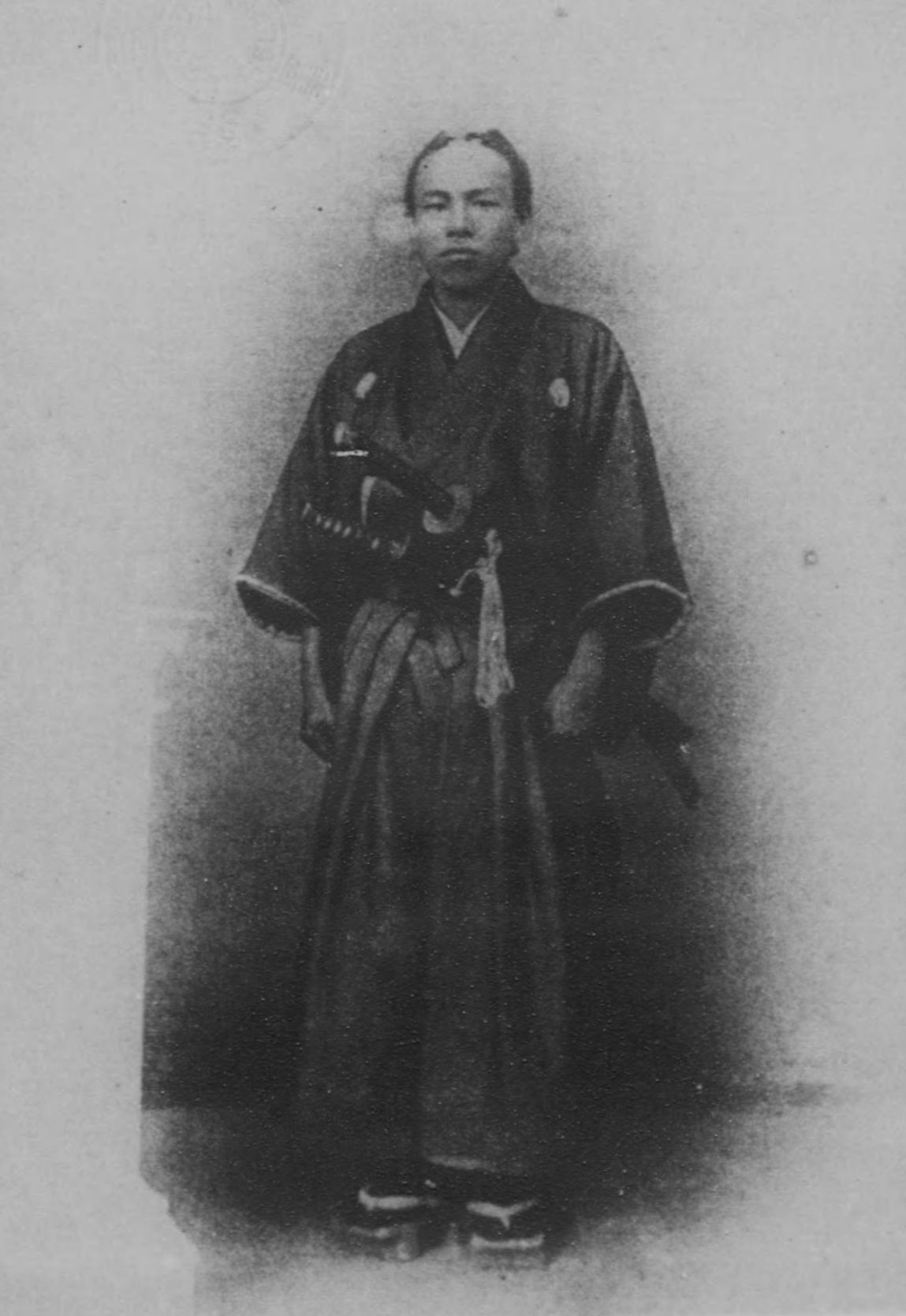
Il giovane Okuma nelle vesti tradizionali

Ōkuma nacque con il nome di Hachitarō, figlio primogenito di un ufficiale d'artiglieria, a Saga, Provincia di Hizen (attuale prefettura di Saga) nel 1838. Durante i suoi primi anni di vita la sua educazione fu essenzialmente orientata allo studio della letteratura confuciana, studiando in particolare l'opera Hagakure. Egli lasciò la scuola giapponese nel 1853 per frequentare quella olandese.
Nel 1861 la scuola olandese venne unita a quella provinciale giapponese e Ōkuma continuò qui lo studio della letteratura. Ōkuma fu subito un simpatizzante del movimento sonnō jōi che era intenzionato a espellere gli europei dal Giappone. Egli credeva che fosse fondamentale la mediazione tra i ribelli a Chōshū e lo Shogunato Tokugawa a Edo.
Durante un viaggio a Nagasaki Ōkuma incontrò il missionario olandese Guido Verbeck, che gli insegnò l'inglese e gli consegnò alcune copie del Nuovo Testamento e la Dichiarazione d'indipendenza americana. Alcuni storici sostengono che queste due opere abbiano influenzato poi il suo operato politico e lo abbiano incoraggiato ad abolire l'esistente sistema feudale a favore di un governo costituzionale.
Ōkuma viaggiò frequentemente tra Nagasaki e Kyoto negli anni successivi e divenne un attivo sostenitore della Restaurazione Meiji. Nel 1867, assieme a Soejima Taneomi, egli pianificò di raccomandare le dimissioni allo shōgun Tokugawa Yoshinobu. Lasciando il dominio di Saga senza il permesso, i due si recarono a Kyoto, dove risiedeva lo shogun. Ōkuma e i suoi compagni vennero arrestati e rinviati a Saga ove vennero condannati a un mese di prigione.

### Carriera politica nel periodo Meiji

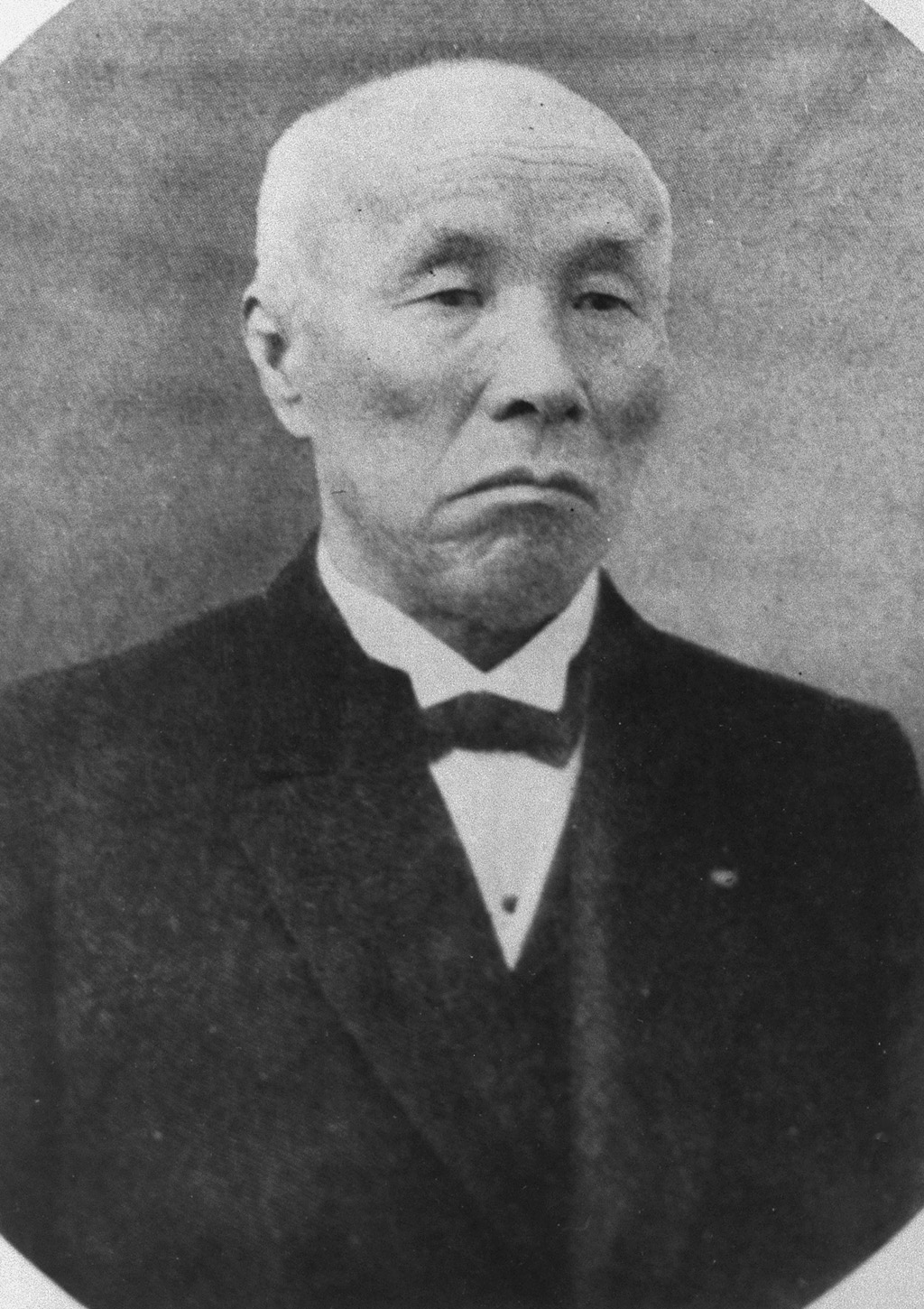
Il primo ministro Shigenobu Okuma

A seguito della guerra Boshin della Restaurazione Meiji nel 1868 Okuma venne incaricato per gli affari esteri dal nuovo governo Meiji. A quel tempo egli negoziò con il diplomatico britannico sir Harry Smith Parkes il bando del cristianesimo e insistette per il mantenimento delle persecuzioni del governo contro i cattolici a Nagasaki. Nel 1873 il governo giapponese rimosse il bando.
Egli utilizzò i suoi stretti contatti con Inoue Kaoru per assicurarsi delle posizioni nel governo centrale di Tokyo. Egli venne eletto nella prima Dieta del Giappone nel 1870 e ben presto divenne Ministro delle finanze, carica con la quale impose riforme sulla tassazione e aiutò lo sviluppo industriale del Giappone.
Egli inoltre ebbe un ruolo rilevante nella riforma monetaria giapponese, unificando il sistema di scambio, creando una zecca nazionale e separando da queste competenze il Ministero dell'Industria; egli venne deposto nel 1881 dopo una serie di disaccordi con i membri dei domini di Satsuma e Chōshū che costituivano l'oligarchia Meiji e tra i quali spiccava Itō Hirobumi.
Nel 1882 Ōkuma fu cofondatore del partito progressista (Rikken Kaishintō) che prestò riuscì ad attrarre un gran numero di altri capi fazione come Ozaki Yukio e Inukai Tsuyoshi. Quello stesso anno, Ōkuma fondò il Tokyo Senmon Gakkō nel distretto di Waseda a Tokyo. La scuola divenne successivamente l'attuale Università di Waseda, una delle più importanti istituzioni nel campo dell'istruzione in Giappone.
Itō nominò successivamente Ōkuma all'incarico di Ministro degli Affari Esteri nel febbraio del 1888 per derimere la difficile questione della revisione dei "Trattati ineguali" con le potenze occidentali. Il trattato che egli riuscì a negoziare venne percepito dalla popolazione come troppo conciliatorio nei confronti delle potenze straniere e portò a non pochi disordini. Ōkuma venne attaccato da un membro del Gen'yōsha nel 1889 che lo colpì con una bomba alla gamba destra. A quel punto egli decise di ritirarsi dalla politica.
Fece ritorno in politica nel 1896 per riorganizzare il Rikken Kaishintō nel Shimpotō (Partito Progressista). Nel 1897, Matsukata Masayoshi convinse Ōkuma a prendere parte al suo secondo governo con il ruolo di Ministro degli Esteri e Ministro dell'Agricoltura e del Commercio, ma nuovamente egli rimase in carica appena un anno per poi dare le dimissioni.
Nel giugno del 1898 Ōkuma fu cofondatore del Kenseitō (Partito del Governo Costituzionale), unendo il suo Shimpotō con il Jiyūtō e venne nominato dall'Imperatore a formare un gabinetto partigiano, il primo nella storia del Giappone. Il nuovo gabinetto di governo sopravvisse solo per quattro mesi e dovette cedere a causa delle tensioni interne. Ōkuma rimase in carica nel partito sino al 1908 quando si ritirò dalla politica.
Dopo il suo allontanamento dalla politica Ōkuma divenne presidente dell'Università di Waseda e consigliere della Società di Civilizzazione Giapponese, ove promosse la traduzione in giapponese di testi inglesi e americani. Egli inoltre concesse il proprio supporto alla prima spedizione giapponese in Antartide.

### Carriera politica nel periodo Taishō

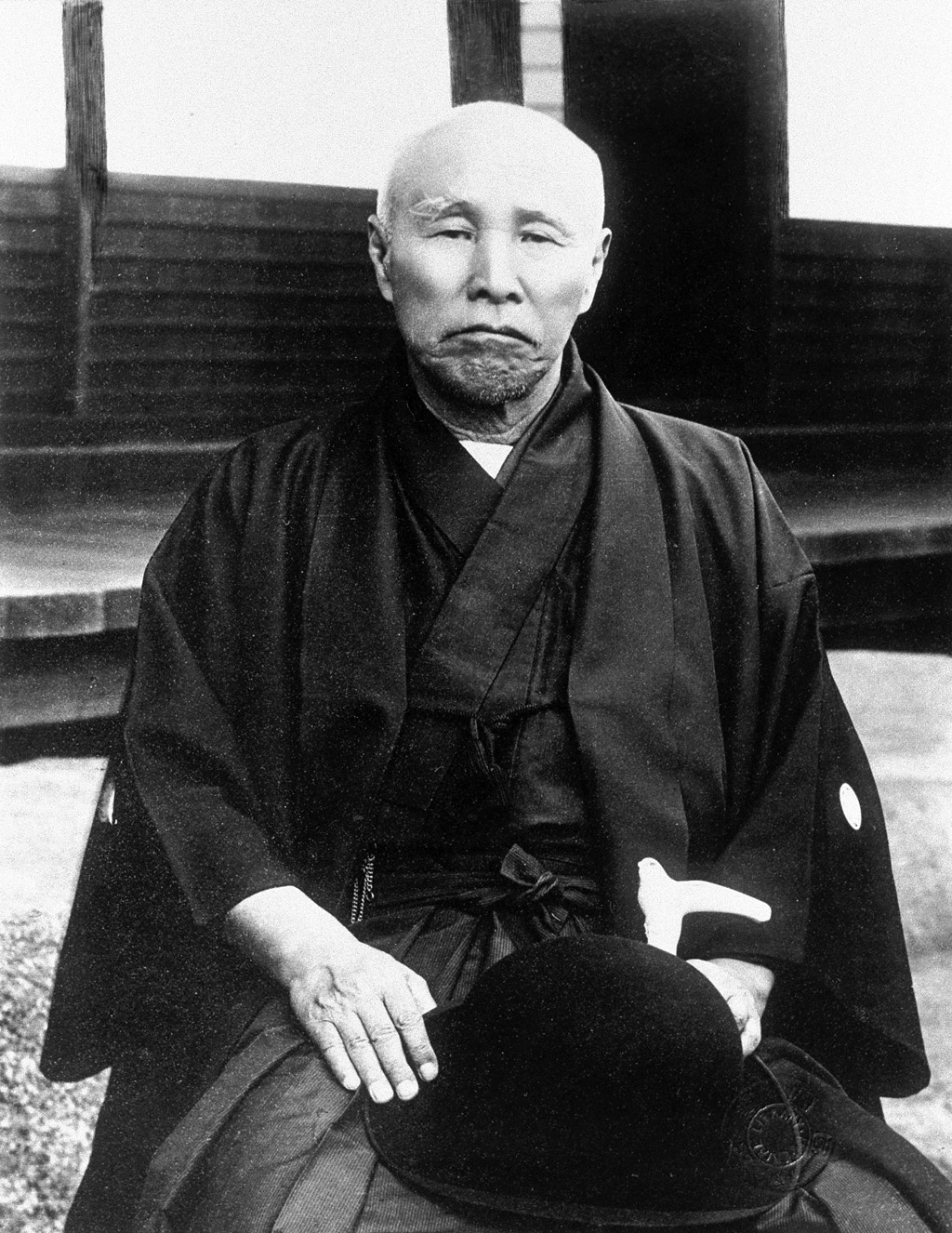
Shigenobu Okuma in età avanzata

Ōkuma ritornò in politica durante la crisi costituzionale del 1914 quando il governo di Yamamoto Gon'nohyōe venne forzato a dare le dimissioni a seguito dello Scandalo Siemens. Ōkuma organizzò dunque i suoi sostenitori assieme al Rikken Dōshikai e al Chūseikai in un governo di coalizione. La seconda amministrazione Ōkuma divenne nota essenzialmente per la sua attiva politica estera. Sul finire dell'anno, il Giappone dichiarò guerra all'Impero tedesco entrando nella prima guerra mondiale nello schieramento degli Alleati. Nel 1915 Ōkuma e Katō Takaaki inviarono le ventuno richieste alla Cina.
Il secondo governo Ōkuma fu anche di breve durata. A seguito dello scandalo Ōura il gabinetto di Ōkuma perse il supporto popolare e i suoi membri diedero le dimissioni in massa nell'ottobre del 1915. Nel 1916, dopo lunghe discussioni con i Genrō, Ōkuma rassegnò anche le proprie dimissioni e si ritirò definitivamente dalla vita politica, rimanendo a ogni membro della Camera Alta della Dieta del Giappone sino al 1922. Nel 1916 ottenne il gran cordone del Supremo Ordine del Crisantemo e venne elevato al titolo nobiliare di koushaku (侯爵) (marchese) nel sistema kazoku.
Ōkuma tornò a Waseda ove morì nel 1922. Circa 300.000 persone parteciparono al suo funerale al Parco Hibiya di Tokyo. Venne sepolto nel tempio di Gokoku-ji a Tokyo.